# (1037) Davidweilla
(1037) Davidweilla est un astéroïde de la ceinture principale découvert le 29 octobre 1924 par l'astronome franco-russe Benjamin Jekhowsky. Sa désignation provisoire était 1924 TF. Il tire son nom de David Weill professeur à la Sorbonne à Paris.